# Michael Sachs (Mediziner)
Michael Sachs (* 7. März 1960 in Frankfurt am Main) ist ein deutscher Chirurg und Medizinhistoriker.

## Leben
Sachs besuchte die Wöhlerschule in Frankfurt. Nach dem Abitur studierte er ab 1978 an der Johann Wolfgang Goethe-Universität Frankfurt am Main Medizin. Er bestand 1984 das Staatsexamen und wurde im selben Jahr approbiert und zum Dr. med. promoviert. Bei Albrecht Encke im Universitätsklinikum Frankfurt durchlief er die Ausbildung in Chirurgie. 1992 habilitierte er sich für Chirurgie. Er ist Leitender Oberarzt der Klinik für Allgemein- und Gefäßchirurgie im Universitätsklinikum Frankfurt. 1997–2004 war er als Privat-Dozent Lehrbeauftragter des Instituts für Geschichte der Medizin der Dr. Senckenbergischen Stiftung. Er wurde 2001 zum außerplanmäßigen Professor ernannt und 2005 zum Präsidenten der Deutsch-Polnischen Gesellschaft für Medizingeschichte gewählt. Seit August 2008 ist er in Frankfurt niedergelassener Chirurg in einem Medizinischen Versorgungszentrum mit operativer Tätigkeit im Krankenhaus Sachsenhausen. 1994–2003 verbrachte er mehrwöchige Forschungsaufenthalte zur traditionellen Medizin bei indigenen Völkern in den Wäldern von Borneo, Westpapua, Indonesien und Venezuela. Seit September 2021 ist er als kommissarischer Leiter des Dr. Senckenbergischen Instituts für Geschichte und Ethik der Medizin tätig.

## Veröffentlichungen (Auswahl)
- Matthäus Gottfried Purmann (1649–1711). Ein schlesischer Chirurg auf dem Weg von der mittelalterlichen Volksmedizin zur neuzeitlichen Chirurgie. In: Würzburger medizinhistorische Mitteilungen. Band 12, 1994, S. 37–64.
- Historisches Ärztelexikon für Schlesien. Biographisch-bibliographisches Lexikon schlesischer Ärzte und Wundärzte (Chirurgen). 6 Bände. Unter Mitwirkung von Heiko Sudermann (Band 1), Andreas Kutschelis (ab Band 2) und Gabriele Rudolph (ab Band 3). Band 1–2: Wunstorf 1997–1999, Band 3–4: Frankfurt am Main 2002–2006, Band 5: Akamedon, Pfaffenhofen (Ilm) 2011, Band 6 ebenda 2015 (2016).
- Geschichte der operativen Chirurgie. 5 Bände. 2000; Kaden, Heidelberg 2005. ISBN 978-3922777625.
- Leben und Sterben des Dr. med. Manfred Oberdörffer (1910–1941) – Tropenarzt aus Hamburg, Lepraforscher in Afrika und Südostasien, Geheimagent in Afghanistan. Essen 2007.
- Współpraca na polu medycyny między Niemcami i Polakami = Austausch in der Medizin zwischen Deutschen und Polen. Breslau 2008.
- mit Heinz-Peter Schmiedebach, Rebecca Schwoch, Hans-Ulrich Steinau, Hartwig Bauer:  Deutsche Gesellschaft für Chirurgie 1933–1945, Band 1, Die Präsidenten. Deutsche Gesellschaft für Chirurgie 2011.